# Mistrovství světa v silniční cyklistice mužů – závod amatérů

Duhový trikot pro mistra světa

Závod amatérů (tj. cyklistů bez profesionální licence) byl nejstarší disciplínou mistrovství světa v silniční cyklistice, jezdil se od roku 1921. Mistrovství se nekonalo za druhé světové války, počínaje rokem 1972 se vynechával olympijský rok. Kategorie byla z programu MS vypuštěna v roce 1995 a nahradil ji závod mužů do 23 let. Historicky nejúspěšnější zemí je Itálie s osmnácti tituly.  

## Seznam medailistů
| Rok  | Zlato              | Stříbro               | Bronz                  |
| ---- | ------------------ | --------------------- | ---------------------- |
| 1921 | Gunnar Sköld       | Willum Nielsen        | Charles Davey          |
| 1922 | Dave Marsh         | Bill Burkill          | Charles Davey          |
| 1923 | Liberio Ferrario   | Othmar Eichenberger   | Georges Antenen        |
| 1924 | André Leducq       | Otto Lehner           | Armand Blanchonnet     |
| 1925 | Henri Hoevenaers   | Marc Bocher           | Georges Van den Berghe |
| 1926 | Octave Dayen       | Jules Merviel         | Pierre Polano          |
| 1927 | Jean Aerts         | Rudolf Wolke          | Michele Orecchia       |
| 1928 | Allegro Grandi     | Michele Bara          | Jean Aerts             |
| 1929 | Pierino Bertolazzo | Remo Bertoni          | René Brossy            |
| 1930 | Giuseppe Martano   | Eugenio Gestri        | Rudolf Risch           |
| 1931 | Henry Hansen       | Giuseppe Olmo         | Leo Nielsen            |
| 1932 | Giuseppe Martano   | Paul Egli             | Paul Chocque           |
| 1933 | Paul Egli          | Kurt Stettler         | Joseph Lowagie         |
| 1934 | Kees Pellenaers    | André Deforge         | Paul André             |
| 1935 | Ivo Mancini        | Robert Charpentier    | Werner Grundhal        |
| 1936 | Edgar Buchwalder   | Gottlieb Weber        | Pierino Favalli        |
| 1937 | Adolfo Leoni       | Frode Sorensen        | Fritz Scheller         |
| 1938 | Hans Knecht        | Josef Wagner          | Joop Demmenie          |
| 1946 | Henry Aubry        | Ernest Stettler       | Henri Van Kerkhove     |
| 1947 | Alfio Ferrari      | Silvio Pedroni        | Gerard Van Beek        |
| 1948 | Harry Snell        | Lievin Lerno          | Olle Wanlund           |
| 1949 | Henk Faanhof       | Henri Kaas            | Hubert Vinken          |
| 1950 | Jack Hoobin        | Robert Varnajo        | Alfio Ferrari          |
| 1951 | Gianni Ghidini     | Rino Benedetti        | Jan Plantaz            |
| 1952 | Luciano Ciancola   | André Noyelle         | Roger Ludwig           |
| 1953 | Ricardo Filippi    | Gastone Nencini       | Rik Van Looy           |
| 1954 | Emiel Van Cauter   | Hans Andresen         | Martin Van den Borgh   |
| 1955 | Sante Ranucci      | Lino Grassi           | Dino Bruni             |
| 1956 | Frans Mahn         | Norbert Verougstraete | Jan Buis               |
| 1957 | Louis Proost       | Arnaldo Pambianco     | Schalk Verhoef         |
| 1958 | Gustav-Adolf Schur | Valère Paulissen      | Henri De Wolf          |
| 1959 | Gustav-Adolf Schur | Bastiaan Maliepaard   | Constant Goosens       |
| 1960 | Bernhard Eckstein  | Gustav-Adolf Schur    | Willy Vanden Berghen   |
| 1961 | Jean Jourden       | Henri Belena          | Jacques Gestraud       |
| 1962 | Renato Bongioni    | Ole Ritter            | Arie den Hartog        |
| 1963 | Flaviano Vicentini | Francis Bazire        | Winfried Bölke         |
| 1964 | Eddy Merckx        | Willy Planckaert      | Gösta Pettersson       |
| 1965 | Jacques Botherel   | José Manuel Lasa      | Battista Monti         |
| 1966 | Evert Dolman       | Leslie West           | Willy Skibby           |
| 1967 | Graham Webb        | Claude Guyot          | René Pijnen            |
| 1968 | Vittorio Marcelli  | Luis-Carlos Florès    | Erik Pettersson        |
| 1969 | Leif Mortensen     | Jean-Pierre Monséré   | Gustave Van Roosbroeck |
| 1970 | Jorgen Schmidt     | Ludo Van der Linden   | Tony Gakens            |
| 1971 | Régis Ovion        | Freddy Maertens       | José Luis Viejo        |
| 1973 | Ryszard Szurkowski | Stanisław Szozda      | Bernard Bourreau       |
| 1974 | Janusz Kowalski    | Ryszard Szurkowski    | Michel Kuhn            |
| 1975 | André Gevers       | Sven-Ake Nilsson      | Roberto Ceruti         |
| 1977 | Claudio Corti      | Sergej Morozov        | Salvatore Maccali      |
| 1978 | Gilbert Glaus      | Krzysztof Sujka       | Stefan Mutter          |
| 1979 | Gianni Giacomini   | Jan Jankiewicz        | Bernd Drogan           |
| 1981 | Andrej Vedernikov  | Rudy Rogiers          | Gilbert Glaus          |
| 1982 | Bernd Drogan       | Francis Vermaelen     | Jorg Bruggmann         |
| 1983 | Uwe Raab           | Niki Rüttimann        | Andrzej Serediuk       |
| 1985 | Lech Piasecki      | Johnny Weltz          | Frank Van de Vijver    |
| 1986 | Uwe Ampler         | John Talen            | Arjan Jagt             |
| 1987 | Richard Vivien     | Hartmut Bölts         | Alex Pedersen          |
| 1989 | Joachim Halupczok  | Eric Pichon           | Christophe Manin       |
| 1990 | Mirko Gualdi       | Roberto Caruso        | Jean-Philippe Dojwa    |
| 1991 | Viktor Rjaksinskij | Davide Rebellin       | Beat Zberg             |
| 1993 | Jan Ullrich        | Kaspars Ozers         | Lubor Tesař            |
| 1994 | Alex Pedersen      | Milan Dvorščík        | Christophe Mengin      |
| 1995 | Danny Nelissen     | Daniele Sgnaolin      | Pedro Álvaro Rodríguez |